# Сосновка (Акмолинская область)
Сосно́вка (каз. Сосновка) — село в Бурабайском районе Акмолинской области Казахстана. Входит в состав Катаркольского сельского округа. Код КАТО — 117057500.

## География
Село расположено в северо-восточной части района, на расстоянии примерно 17 километров (по прямой) к востоку от административного центра района — города Щучинск, в 7 километрах к югу от административного центра сельского округа — села Катарколь.
Абсолютная высота — 471 метров над уровнем моря.
Ближайшие населённые пункты: село Трамбовка — на востоке, село Ключевое — на севере, село Уюмшил — на юге.

## Население
В 1989 году население села составляло 256 человек (из них русские — 46%).
В 1999 году население села составляло 268 человек (125 мужчин и 143 женщины). По данным переписи 2009 года, в селе проживало 198 человек (100 мужчин и 98 женщин).
| Численность населения | Численность населения | Численность населения |
| 1989                  | 1999                  | 2009                  |
| --------------------- | --------------------- | --------------------- |
| 256                   | ↗268                  | ↘198                  |

## Улицы[5]
- ул. Достык
- ул. Жайлау
- ул. Мектеп